# جهاز اختبار الاستمرارية

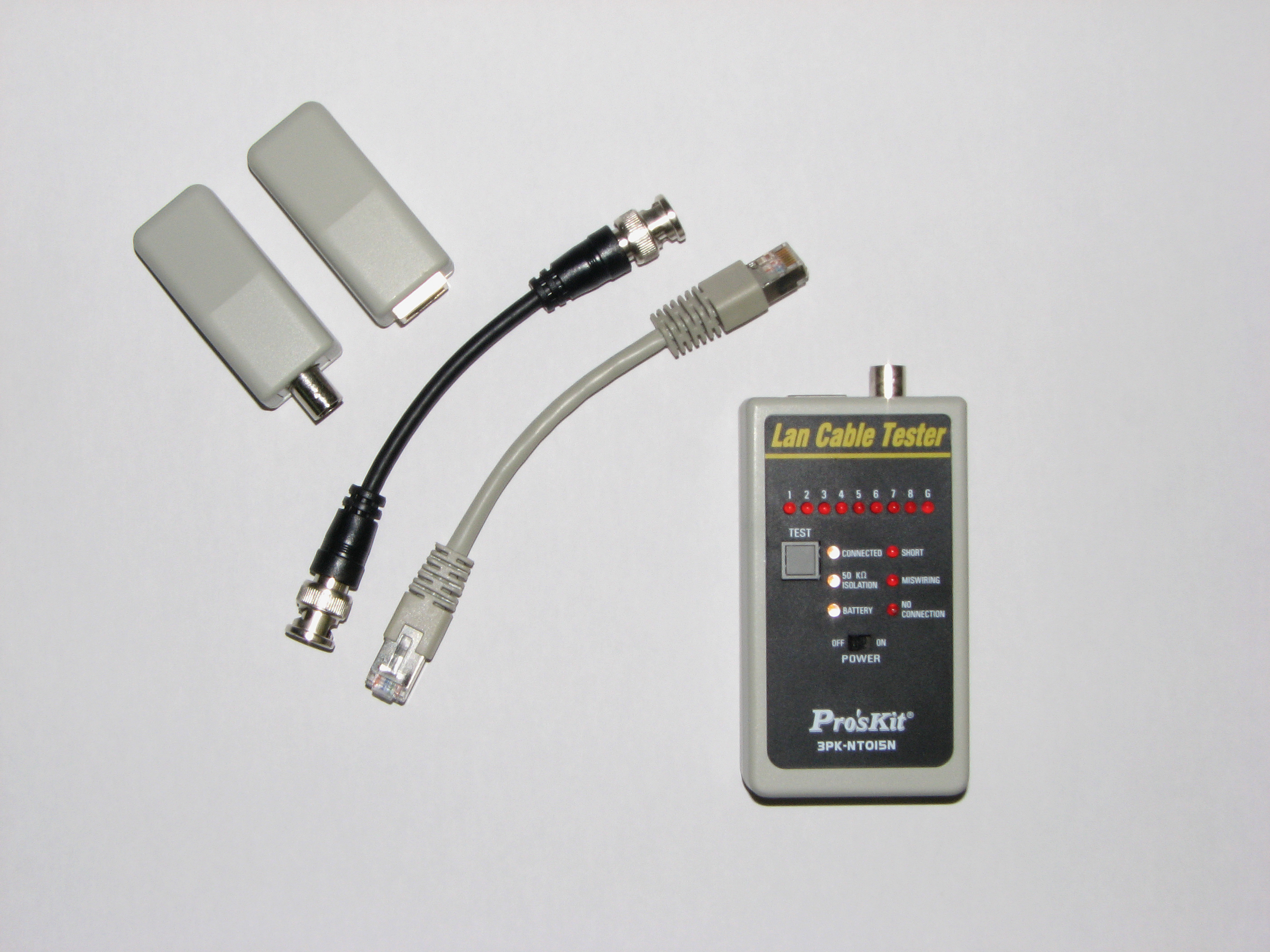
أجهزة اختبار الأسلاك الأساسية تعمل بشكل رئيسي كأدوات لاختبار الاستمرارية

جهاز اختبار الاستمرارية (بالإنجليزية: Continuity tester) هو أداة من أدوات الاختبار الكهربائي تُستخدم لتحديد ما إذا كان من الممكن إنشاء مسار كهربائي بين نقطتين أي تكوين دارة كهربائية حيث يتوقف تشغيل الدائرة الكهربائية تمامًا اثناء الاختبار قبل توصيل الجهاز.

## تفاصيل
يتكوَّن جهاز اختبار الاستمرارية من مؤشر متصل على التوالي مع مصدر للطاقة الكهربائية عادةً بطارية وينتهي بسلكي اختبار إذا إنشئ دائرة كاملة بين سلكي الاختبار يُفعل المؤشر.
قد يكون المؤشر مصباح كهربائي أو طنان كهربائي وقد أدى هذا إلى ظهور مصطلح اختبار الدائرة بالصوت والذي يعني اختبار الاستمرارية، تُدمج أجهزة التنبيه الصوتي أو الصافرات الخاصة بالاستمرارية في بعض نماذج أجهزة مقياس متعدد الأغراض وغالبًا ما يكون وضع اختبار الاستمرارية مدمجًا مع وضع مقياس المقاومة الكهربائية.
ومن التصاميم الشائعة أن يكون جهاز الاختبار مدمجًا مع مشعل كهربائي ويحتوي الجزء الخلفي من الجهاز على موصل الصوت 3.5 مم أو مقبس جاك حيث يتيح توصيل مجموعة من أسلاك الاختبار مما يُمكّن من التحويل السريع بين الوظيفتين.
في الحالات التي يجب فيها اختبار الاستمرارية في دوائر عالية المقاومة.أو في وجود موصلات دقيقة ومكونات حساسة قد تتضرر من التيار الزائد يجب استخدام جهاز بجهد منخفض وتيار منخفض، غالبًا ما تعتمد هذه الأجهزة على مضخم عمليات وبطاريات صغيرة لتشغيل ثنائي باعث للضوء وتكون هذه الأجهزة شديدة الحساسية فعلى سبيل المثال يمكنها أن تشير إلى وجود استمرارية بمجرد أن يمسك المستخدم نقطتي الاختبار بكلتا يديه.
وفي بعض الأحيان، قد يفشل اختبار الاستمرارية البسيط في كشف المشكلة. حيث قد يكون من الصعب جدًا اكتشاف المشكلات الناتجة عن الاهتزازات في الأسلاك الكهربائية للسيارات، لأن الدائرة المفتوحة أو القصيرة لا تدوم لفترة كافية تسمح للجهاز التقليدي باكتشافها.
في مثل هذه الحالات يُستخدم جهاز اختبار استمرارية ذو قفل وهو جهاز أكثر تعقيدًا حيث يمكنه اكتشاف الانقطاعات أو التوصيلات المتقطعة بالإضافة إلى الحالات المستقرة وتحتوي هذه الأجهزة على مفتاح إلكتروني سريع الاستجابة يحتوي علي متعدد اهتزازات يقوم باكتشاف الحالة المتقطعة وقفل المؤشر عليها حتى لو كانت مدتها أقل من ملي ثانية واحدة.

## انظر ايضًا
- جهاز فحص الأسلاك
- دائرة الصمام الثنائي الباعث للضوء
- مقياس الجهد الحلزوني